# Cove Bay
Pour les articles homonymes, voir Cove.
Cove Bay est un quartier d'Aberdeen, situé en périphérie du centre-ville dont elle constitue une banlieue. Ce quartier est desservi par l'A90 (en).

## Histoire
Jusqu'en 1975, Cove Bay était un petit village, hameau de la ville de Stonehaven, date à laquelle il fut intégré dans la ville d'Aberdeen. Il était connu sous le nom de Cove jusqu'en 1912 où le changement de nom en Cove Bay fut officialisé.

## Activités
Les deux principales activités de ce quartier tournent autour de la pêche et l'exploitation du granite (le bâtiment du Old Billingsgate Market a été construit avec du granite de Cove Bay).

## Sports
La ville abrite le club de football Cove Rangers qui évolue en Scottish League One dans son stade Balmoral Stadium. Le nouveau stade du grand club d'Aberdeen, l'Aberdeen Football Club, sera construit à Cove Bay.